# Zbigniew Kuźmiuk
Zbigniew Krzysztof Kuźmiuk, född 19 september 1956 i Komorowo, Folkrepubliken Polen, är en polsk politiker. 
Han har varit ledamot av Europaparlamentet 2004–2009 och på nytt sedan 2014. Han hörde först till EPP-gruppen och gick 2005 med i nationalkonservativa Gruppen Unionen för nationernas Europa. Kuźmiuk var en av de ledande politikerna i Polska folkpartiet och blev först invald i Europaparlamentet från deras lista, men hörde till de politiker som uteslöts ur partiet som drabbades av djup splittring under mandatperioden 2004–2009. I Europaparlamentsvalet 2014 gjorde han comeback som kandidat för Lag och rättvisa. Sedan 2014 hör han till Gruppen Europeiska konservativa och reformister i Europaparlamentet.

## Utmärkelser
- Riddare av Polonia Restituta, 1999.[2]